# فریتز شولتز (بازیگر)
فریتز شولتز (آلمانی: Fritz Schulz؛ ‏ ۲۵ آوریل ۱۸۹۶ – ۹ مهٔ ۱۹۷۲) هنرپیشه و کارگردان فیلم اهل آلمان-اتریش بود.
از فیلم‌های او می‌توان به مرد پولادین اشاره کرد.